# Maraudeurs (comics)
Pour les articles homonymes, voir Maraudeurs.
Les Maraudeurs (« Marauders » en VO) est une équipe de super-vilains évoluant dans l'univers Marvel de la maison d'édition Marvel Comics. Créé par le scénariste Chris Claremont et les dessinateurs John Romita, Jr. et Dan Green (en), l'équipe apparaît pour la première fois dans le comic book Uncanny X-Men #210 en octobre 1986.
Dirigés par Mister Sinistre, les Maraudeurs commettent principalement des assassinats, notamment contre les mutants de cet univers.
Ennemis de l'équipe de super-héros mutants les X-Men, on apprit plus tard que le recrutement de chacun des membres de cette équipe avait été fait par l'intermédiaire de Gambit, qui ignorait les véritables objectifs du groupe.

## Biographie du groupe

### Origines
Recherchant des assistants pour l’aider dans ses recherches, le généticien Mr Sinistre recrute grâce à ses pouvoirs mutants son premier équiper, John Greycow (Long Couteau), un ancien soldat exécuté pour avoir scalpé d’autres soldats, en le ramenant à la vie.
Quelques années plus tard, Long Couteau intègre l'équipe des Maraudeurs, un groupe d’assassins surhumains rassemblés par Gambit pour le compte de Mister Sinistre. Le groupe comprend l'américaine Arclight (Philippa Sontag), un américain massif nommé le Casseur, l’inuit Harpoon, un individu nommé Riptide, une femme nommée Vertigo (une mutée de Terre Sauvage, le Coréen Scrambler, l'être cristallin Prisme, le psychopathe Dents-de-sabre et l’entité psychique Malice. 

### Mutant Massacre
La première mission des Maraudeurs est l'opération Mutant Massacre (en), qui consiste en un génocide massif des Morlocks, une communauté de mutants vivant dans les égouts de Manhattan à New York. Les Morlocks, qui avaient choisi de s'éloigner des humains pour se préserver, subissent de nombreuses pertes jusqu'à l'arrivée des X-Men venus à leur secours. Au cours du combat, le X-Man Diablo (Kurt Wagner) subit des blessures critiques de la part de Riptide (qui est ensuite étranglé par Colossus). Kitty Pryde est transpercée par un projectile énergétique lancé par Harpon et devient intangible de manière permanente. Quant à Colossus, bien que personne ne s'en rendit compte sur le moment, il est lui aussi touché et ne parvient plus à quitter son corps d'acier. Par ailleurs, le mutant Angel (Warren Worthington III) de Facteur-X est gravement blessé par les Maraudeurs lors d'un autre combat, devant être amputé de ses deux ailes.
La mission suivante, confiée à Arclight, Long Couteau et Dents-de-sabre, est l'élimination de Lorna Dane, alias Polaris, une puissante mutante (la fille de Magnéto) maîtresse du magnétisme et alliée des X-Men. Malgré tous leurs efforts, les Maraudeurs subissent un cuisant échec. C'est alors que Malice, une entité psychique parasitant les hôtes qu'elle possède, leur révèle qu'elle occupait le corps de Polaris depuis plusieurs heures. Forte de sa victoire sur ses collègues Maraudeurs, elle se déclare alors reine des Maraudeurs.
Peu de temps après, l'ensemble des Maraudeurs est envoyé pour assassiner Madelyne Pryor, l'épouse de l'X-Man Cyclope (Scott Summers) et la mère de leur fils. Ils trouvent face à eux encore une fois les X-Men qui, au terme d'un rude combat, parviennent à les mettre en déroute.

### Parcours
Quelques mois plus tard, au cours de l'histoire Inferno (en), Madelyne Prior, devenue la Reine-démon, utilise la sorcellerie pour retrouver la trace des Maraudeurs qui se cachaient dans les égouts de Manhattan où avaient vécus les Morlocks. Corrompus par le mal engendré par Inferno, les X-Men deviennent aussi violents et vicieux que les Maraudeurs, finissant par tuer plusieurs d'entre eux. 
Plus tard, on apprend que Mr Sinistre utilisait son laboratoire pour créer des clones de ses serviteurs, la première équipe des Maraudeurs, afin de pouvoir toujours les garder à son service. Après le départ de Dents-de-sabre, Sinistre n'utilise pourtant pas le clone de celui-ci.
On revoit Dents-de-sabre et Vertigo, et plus récemment Long Couteau, aux côtés de Mister Sinistre lorsqu'il intègre le projet Arme X sous les traits du docteur Windsor.

### Période récente
Récemment, les Maraudeurs (ou plutôt leurs clones) ont attaqué les X-Men pour s'emparer du premier mutant né après le M-Day. L'équipe actuelle ne compte plus les mêmes membres.

## Membres

### Équipe originelle
- Arclight (Philippa Sontag) : une mutante dotée d'une force surhumaine qu'elle utilise pour générer des ondes de choc.
- Le Casseur (« Blockbuster » en VO, Michael Baer) : doté lui aussi d'une force surhumaine, il parvint à tenir tête à Thor en termes de force pure.
- Dents-de-sabre (Victor Creed) : ennemi juré de Wolverine, il est doté d'un facteur guérisseur et de griffes affûtées.
- Harpon (Kodiak Noatak) : un inuit qui peut charger des objets en énergie explosive ; il utilise en général des harpons, d'où son nom de code.
- Long Couteau (John Greycrow) : un ancien soldat de l'US Army qui porte une armure lui permettant d'assembler différentes armes mortelles en quelques instants ; il possède aussi un facteur guérisseur et des talents de pisteur alliés à des sens améliorés.
- Malice : une entité psychique qui peut pénétrer dans l'esprit d'une personne, afin de la contrôler et d'utiliser ses pouvoirs.
- Prisme (Robbie) : possède un corps cristallin lui permettant de dévier les faisceaux d'énergie lancés contre lui ou de stocker l'énergie.
- Riptide (Janos Questad) : peut tourner sur lui-même à une vitesse surhumaine tout en générant des projectiles (excroissances osseuses) à partir de son corps, rendant toute approche impossible.
- Scrambler (Kim Il Sung) : un Coréen qui peut court-circuiter pendant plusieurs minutes les pouvoirs de toute personne ou matériel se trouvant à son contact.
- Vertigo : peut faire éprouver une sensation de vertige à toute personne se trouvant dans le rayon d'action de son pouvoir.

### Nouvelle équipe
La nouvelle équipe des Maraudeurs inclut : 
- Long Couteau
- Prisme
- Harpon
- Le Casseur (clone)
- Arclight
- Malice, occupant le corps de la Sentinelle Oméga
- Riptide
- Vertigo
- Scrambler

L'équipe compte désormais de nouveaux membres. Les anciens X-Men Gambit et Feu du Soleil, ainsi que deux autres mutantes qui ont trahi les X-Men après les avoir rejoints : Mystique et Lady Mastermind.
Lors de l'arc narratif Messiah Complex, plusieurs Maraudeurs ont trouvé la mort : 
- Prisme a été abattu par les Purificateurs en Alaska (néanmoins il est possible qu'il ait survécu, car on ignore l'étendue exacte de ses pouvoirs).
- Le Casseur a été tué par Predator X en Alaska.
- Scrambler a été éventré par X-23.
- Vertigo a été tuée par le Predator X sur l'île de Muir.